# Supernova (MadMan)
Supernova è un singolo del rapper italiano MadMan, pubblicato il 18 gennaio 2019 come secondo estratto dal quarto mixtape MM vol. 3.

## Descrizione
Settima traccia del disco, il brano è stato realizzato mediante la partecipazione vocale di Emis Killa.

## Tracce
1. Supernova (ft. Emis Killa) – 3:46

## Classifiche
| Classifica (2019) | Posizione massima |
| ----------------- | ----------------- |
| Italia            | 17                |